# 倉田英之
倉田英之（くらた ひでゆき，1968年7月9日—）日本動畫劇本家、小説家。スタジオオルフェ所属。岡山縣井原市出身。
倉田英之初期與黒田洋介完成多部作品。曾在完成『R.O.D -READ OR DIE-』後宣布引退、後來以『R.O.D -THE TV-』復出。

## 参加製作作品
- 魔法少女砂沙美
- 大運動會（1997年）
- アンドロイド・アナ MAICO 2010（1998年）
- 迷糊女戰士（1999年）
- 此時此刻的我（1999年，劇本統籌、全話编剧）
- BRIGADOON まりんとメラン（2000年，劇本統籌）
- 魔法遊戲（2001年，3D版的编剧）
- R.O.D -READ OR DIE-（2001年，劇本統籌）
- Milkyway（2003年，第2話的编剧）
- R.O.D -THE TV-（2003年）
- 神樣中學生（2005年）
- 槍與劍（2005年）
- HELLSING OVA版（2006年）
- BAMBOO BLADE（2007年）
- 神薙（2008年，劇本統籌、配音（男子學生）#5）
- 快盜天使雙胞胎（2008年，劇本統籌）
- 神劍好小子（2009年，劇本統籌）
- 輕聲密語（2009年）
- 歡迎光臨宇宙秀（2010年）
- 我的妹妹哪有這麼可愛（2010年，劇本統籌）
- 只有神知道的世界（2010年，劇本統籌）
- Dragon Crisis ～龍之界點～（2011年，劇本統籌）
- 只有神知道的世界II（2011年，劇本統籌）
- 一騎当千 集鍔鬥士血風録（2012年）
- 只有神知道的世界 女神篇（2013年，劇本統籌）
- 東京闇鴉（2013年，劇本統籌）
- 伽利略女神（2013年，劇本）
- 武士弗拉明戈（2013年，劇本統籌）
- 最近，妹妹的样子有点怪？（2014年）
- 龍孃七七七埋藏的寶藏（2014年，劇本統籌）
- 灰色的果實（2014年，劇本統籌）
- 灰色的樂園（2015年，劇本統籌）
- 漂流武士（2016年，劇本統籌）
- 來自深淵（2017年，腳本、劇本統籌）
- 哥布林殺手（2018年，腳本、劇本統籌）
- 少女前線（2022年，腳本、劇本統籌）
- （2023年，劇本統籌）